# Lynda Laurence
Lynda Laurence, ook gespeld als Lawrence, (Philadelphia (Pennsylvania), 20 februari 1949) is een Amerikaanse zangeres. Ze is bekend als lid van het achtergrondkoor "The Third Generation" (later "Wonderlove") bij Stevie Wonder en als plaatsvervangster van Cindy Birdsong bij The Supremes. Ze is de dochter van Ira Tucker, gospeltekstschrijver, producent en leadzanger  bij The Dixie Hummingbirds. Ook is ze de zus van zangeres Sundray Tucker.

## Biografie

### Beginjaren
Lynda begon haar carrière bij de groep The Pendelles, waarin Sundray, die zich in die tijd Cindy Scott noemde, ook zong. Later is ze bij het achtergrondkoor Wonderlove van Stevie Wonder terechtgekomen, waar Sundray haar niet veel later volgde. Lynda, Sundray en nicht Terri Hendricks, het derde lid van Wonderlove, toerden met Stevie Wonder om de single "Signed, Sealed, Delivered (I'm Yours)" (1970) te promoten.

### The Supremes
Hoofdonderwerp: The Supremes
Nadat Florence Ballard in 1967 en Diana Ross in 1970 de groep verlaten hadden, stond Mary Wilson in 1972 op het punt wéér een lid van The Supremes te verliezen. Ditmaal zou het Cindy Birdsong zijn, die op het punt van bevallen stond. Cindy had Sundray al vervangen bij de groep The Odettes, later LaBelle, dus was het vrij ironisch dat juist Lynda Cindy's plaats bij The Supremes zou innemen als achtergrondzangeres. Overigens was ook overwogen om Sundray te vragen in plaats van Lynda. In die tijd was Jean Terrell de leadzangeres van The Supremes. Lynda kwam bij de groep ten tijde dat ze het album "Floy Joy" (1972) uitbracht. Ze staat op de hoes, maar het was Cindy die op het album zong, kort voor haar vertrek. Lynda Laurence is te horen op het album "The Supremes" (1972), geproduceerd en gearrangeerd door Jimmy Webb en het door Stevie Wonder geproduceerde nummer "Bad Weather" (uitgebracht in 1973). Begin 1974 kwam Cindy terug en verliet Lynda, inmiddesl zelf zwanger, de groep.

### Latere carrière
Lynda zong in 1975, samen met haar zus Sundray, het aanstaande Supreme-lid Susaye Greene en een achtergrondkoor, mee op het album "Songs in the Key of Life" van Stevie Wonder; uitgebracht in 1976. In 1976 zongen Lynda en Sundray weer samen, ditmaal onder de naam "The Wilton Place Street Band". De disco-single "Disco Lucy", die onder leiding van Lynda's toenmalige man Trevor Lawrence(producent en muzikant) stond, is afkomstig van dit album en was een herbewerking van de herkenningstune van de I Love Lucy-show.
Veel  groten der muziekindustrie hebben gebruikgemaakt van Lynda's krachtige soulstem in zowel de studio als het concert. Lynda heeft in de studio als achtergrondzangeres gezongen voor:
- Stevie Wonder voor zijn album Songs in the Key of Life (1976)
- Jean Terrell voor haar album I Had To Fall in Love (1979)
- Aretha Franklin voor haar album Love All The Hurt Away (1981)
- Moacir Santos
- Joe Cocker

Als solozangeres heeft Lynda onder de naam Norma Lewis rond 1985 het album The Best of... uitgebracht en daarvan zijn de nummers (Give Me Back) Just A Little Piece Of My Heart, Love Is The Reason en Make Your Own Kind Of Music op single uitgebracht.